# Sebeupálení

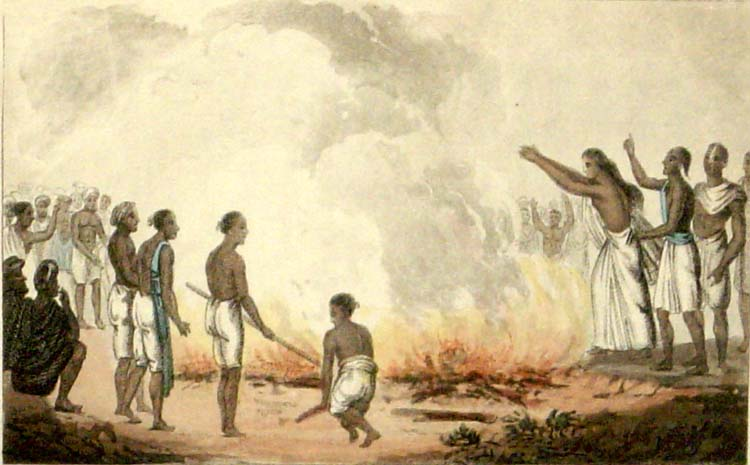
Obřad satí, při kterém se hinduistická vdova upálila spolu s tělem jejího mrtvého manžela

Sebeupálení je druh demonstrativní sebevraždy, spočívající většinou v polití těla hořlavou látkou a zapálení. Motivem je silný negativní postoj. Při společenských motivech se jedná o extrémní formu protestu, například proti politickým problémům. Některé filozofické nebo náboženské směry připouštějí sebeupálení jako vlastní oběť za vyšším účelem. Buddhismus tradičně praktikuje tuto formu již několik století například v Číně a v nejnovější době v jejích Tibeťany obývaných oblastech. Také u hinduistů – rádžpútský džauhar a vdovské sebeupálení zvané satí. Tento bolestivý čin konají lidé typicky idealističtí. Pokusy o sebeupálení z různých (převážně osobních) důvodů jsou v ČR relativně časté.

## Významné případy sebeupálení

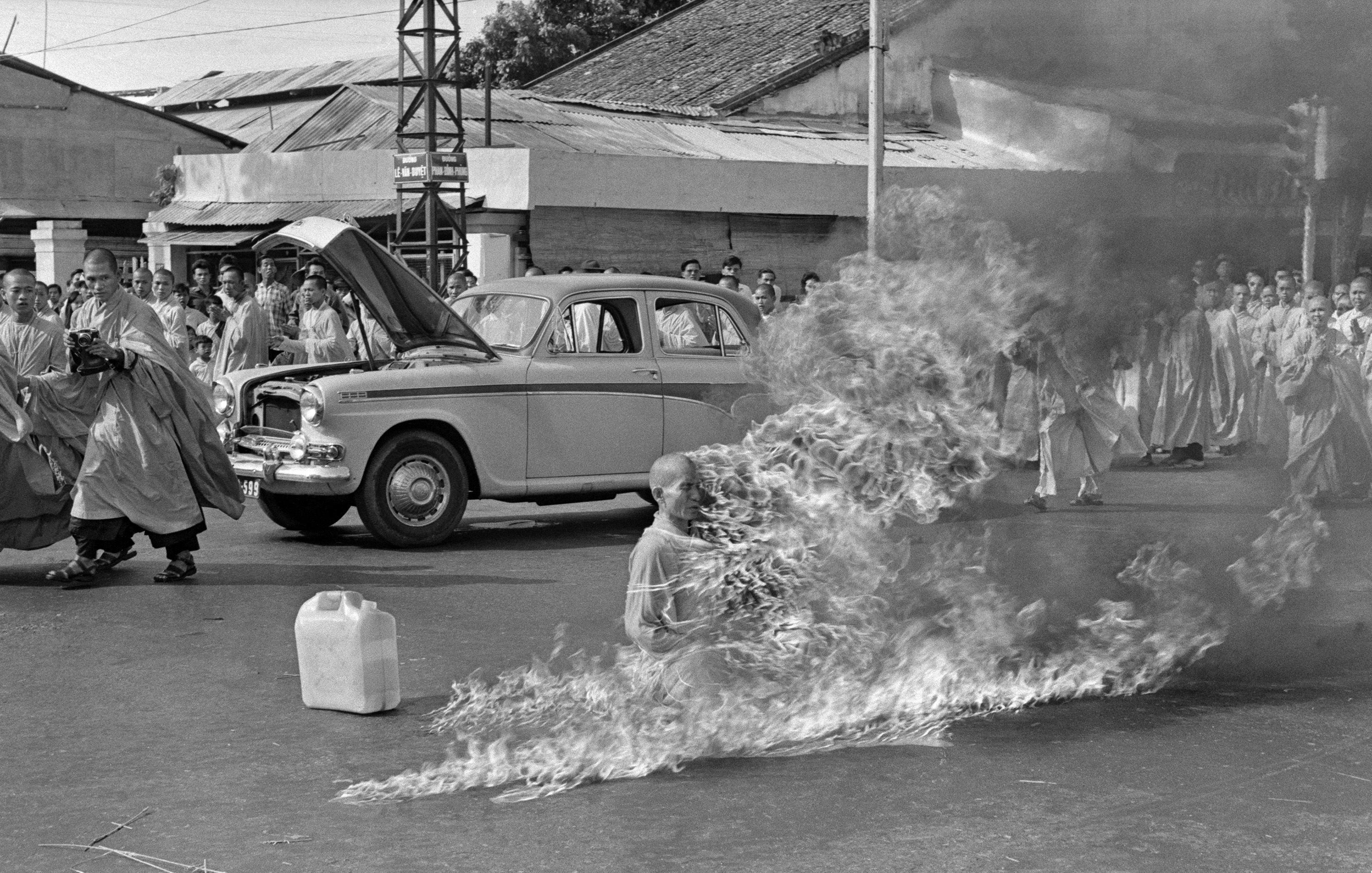
Thích Quảng Đức se upálil na protest proti perzekuci buddhistických mnichů v Jižním Vietnamu, foto: Malcolm Browne

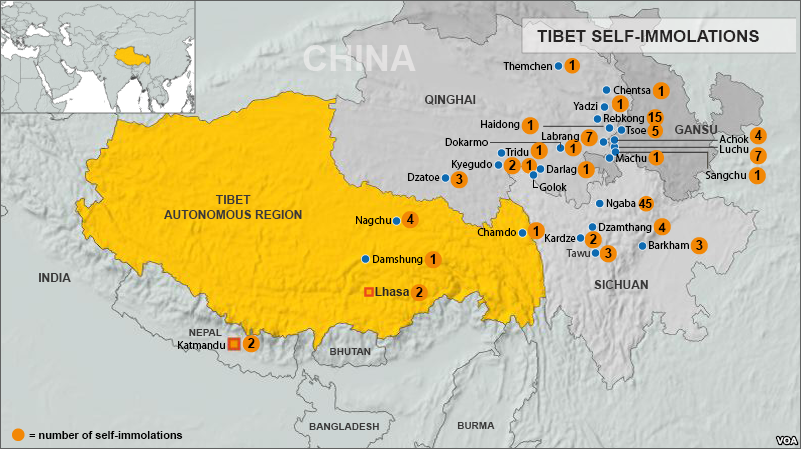
Mapa sebeupálení v Tibetu (2009-2013)

- mnich Thich Quang Duc (11. června 1963) – na protest proti utlačování buddhismu v Jižním Vietnamu režimem Ngô Đình Diệma
- v souvislosti s Válkou ve Vietnamu se upálili:
  - Alice Herzová (16. března 1965)
  - Norman Morrison (2. listopadu 1965) – v reakci na použití napalmu ve Vietnamu
  - Roger Allen LaPorte (9. listopadu 1965)
  - George Winne Jr. (10. května 1970)
- v souvislosti s komunistickým režimem se po vietnamském vzoru upálili:
  - Ryszard Siwiec (8. září 1968) – na protest proti vpádu vojsk Varšavské smlouvy do Československa a proti porušování lidských práv v Polsku
  - Vasil Makuch (5. listopadu 1968) – na protest proti vpádu vojsk Varšavské smlouvy do Československa a proti koloniálnímu postavení Ukrajiny v rámci SSSR
  - Jan Palach (16. ledna 1969) – na protest proti vpádu vojsk Varšavské smlouvy do Československa
  - Josef Hlavatý (20. ledna 1969) – na protest proti vpádu vojsk Varšavské smlouvy do Československa
  - Sándor Bauer (20. ledna 1969) – na protest proti vpádu vojsk Varšavské smlouvy do Československa a proti komunistickému režimu v Maďarsku
  - Miroslav Malinka (22. ledna 1969) – pokus o sebeupálení na protest proti vpádu vojsk Varšavské smlouvy do Československa
  - Jan Zajíc (25. února 1969) – na protest proti vpádu vojsk Varšavské smlouvy do Československa
  - Evžen Plocek (4. dubna 1969) – na protest proti vpádu vojsk Varšavské smlouvy do Československa
  - Michal Lefčík (11. dubna 1969, Košice) – slovenský voják ČSLA, který se upálil u pomníku neznámého vojína na náměstí Osvoboditelů v Košicích na protest proti okupaci Československa vojsky států Varšavské smlouvy
  - Márton Moyses (13. února 1970) – na protest proti komunistickému režimu v Maďarsku a v Rumunsku
  - Romas Kalanta (15. května 1972) – na protest proti okupaci Litvy Sovětským svazem
  - Oskar Brüsewitz (18. srpna 1976) – na protest proti komunistickému režimu v NDR
  - Jozef Aszmongyi (16. září 1992) – na protest proti rozdělení Československa
  - Graham Bamford (29. dubna 1993) – aby apeloval za britskou intervenci ve válce v Jugoslávii
  - Zdeněk Adamec (6. března 2003) – nejasné důvody, pravděpodobně kvůli neekologickému konzumnímu způsobu života
  - Roman Mášl (2. dubna 2003) – nespokojenost se současným stavem společnosti[2]
  - Roland Weißelberg (31. října 2006) – na protest proti šíření islámu ve světě
  - Od roku 2009 (do září 2014) se upálilo víc než 130 Tibeťanů na protest proti čínské politice v Tibetu. Vlnu sebeupalování začal mnich Tapej z kláštera Kirti, kde se následně odehrálo ještě více než 40 podobných případů. Mezi upálenými jsou muži, ženy i mladiství do 18 let. Opakované protesty nejenže nezlepšily postoj čínské vlády vůči Tibetu, v oblastech s případy upálení se naopak životní podmínky tibetských obyvatel znatelně zhoršily.[3]
  - Muhammad Buazízí (17. prosince 2010) – na protest proti ponižování ze strany úřadů a obecněji proti politice prezidenta Zín Abidín bin Alího v Tunisku
  - Plamen Goranov (20. února 2013) – na protest proti korupci v Bulharsku[4]
  - Aaron Bushnell (25. února 2024) – na protest proti americké podpoře Izraele ve válce s Hámasem. Zapálil se před izraelskou ambasádou ve Washingtonu, D.C.